# Tanya Allen
Tanya Allen, kanadska filmska in televizijska igralka, * 1975.
Prejela je Nagrado Gemini za svoje delo v TV nadaljevanki The Newsroom.

## Filmografija
- Magic, Tammi - izide 2008
- Superpožar (Firestorm: Last Stand at Yellowstone; Wildfires) (2006), Ranger Annie Calgrove
- Silent Hill (2006), Anna
- Happy Is Not Hard To Be (2005), Ruth
- Starhunter 2300 (2003-2004), Percy Montana
- Strašne hokejistke (Chicks with Sticks; Hockey Mom) (2004), Kate Willings
- Starhunter (2000-2003), Percy Montana
- Fancy Dancing (2002)
- Wish You Were Dead (2002), Tanya Rider
- Lone Hero (2002), Sharon
- Ostrostrelec (Liberty Stands Still) (2002), May
- Outer Limits (1998 in 2001), Lisa, oziroma Amy Barrett
- Nature Boy (2000), Anna Jacobson
- Tail Lights Fade (1999), Angie
- Clutch (1998), Theresa
- White Lies (1998), Erina Baxter
- The Adventures of Shirley Holmes (1998)
- Platinum (1997), Astrid Kirsh
- Regeneration (1997), Sarah
- The Morrison Murders (1996), Kimberly
- The Newsroom (1996), Audrey
- Lyddie (1996), Lyddie Worthen
- TekWar (1996), Tina
- Side Effects (1994), Claire Edwards
- Ultimate Betrayel (1994)
- Kung Fu: The Legend Continues (1994), Jennifer Newley
- Lives of Girls & Women (1994), Del Jordan
- Spenser: Ceremony (1993), April Kyle